# Effondrement de l'église d'Uyo
L'effondrement de l'église d'Uyo est survenu le 10 décembre 2016 lorsque le toit de la Reigners Bible Church International, une congrégation évangélique, s'est effondré à Uyo, dans l'État d'Akwa Ibom, au Nigeria, lors de la consécration ou de l'ordination de l'évêque local. Parmi les milliers de personnes présentes dont des responsables gouvernementaux et le gouverneur de l'État d'Akwa Ibom Udom Gabriel Emmanuel, entre 23 et 160 personnes sont mortes et plusieurs dizaines d'autres ont été blessées.

## Déroulement
Vers 11h, trente minutes après le programme de l'église le samedi matin, le toit du bâtiment s'est effondré depuis le centre. L'église était en construction jusqu'à peu de temps avant l'incident, certains rapports indiquant que les travaux n'étaient pas terminés au moment de l'effondrement. La construction avait été précipitée pour préparer l'église à l'ordination de l'évêque local. Différents rapports sur le nombre de décès ont été signalés. L' agence de presse du Nigéria (en) a signalé qu'il y avait 60 victimes et un responsable du sauvetage a déclaré que 60 corps avaient été retrouvés. Plus de 100 corps ont été vus à la morgue locale et le personnel de l'hôpital universitaire de l'Université d'Uyo (en) a signalé que 160 personnes avaient été tuées.